# Anna Hartig
Anna Hartig (* 8. Dezember 2000 in Neu Wulmstorf als Anna Jungjohann) ist eine deutsche Volleyballspielerin.

## Karriere
Hartig spielte zunächst Handball. 2017 begann sie ihre Volleyball-Karriere bei VT Hamburg. Mit dem Verein spielte sie in der Zweiten Liga Nord. Von 2019 bis 2023 studierte sie die Mittelblockerin am Eckerd College und spielte in der Universitätsmannschaft Tritons. Nach ihrem Studium spielte sie in der Saison 2023/24 beim Erstligisten VC Neuwied 77. Im Februar 2024 wechselte sie zum ETV Hamburg, der in der Zweiten Liga Pro spielte. Mit dem Verein schaffte sie in der Saison 2024/25 den Aufstieg in die erste Liga. Auch 2025/26 spielt Hartig für Hamburg.